# جونيور مارانا
جونيور مارانا (بالبرتغالية: Júnior Maranhão‏) (17 يونيو 1977 في كوليناس، مارانهاو في البرازيل – )؛ هو لاعب كرة قدم كان يلعب كلاعب وسط.

## وصلات خارجية
- جونيور مارانا على موقع رابطة كرة القدم اليابانية للمحترفين (اليابانية)
- جونيور مارانا على موقع قاعدة بيانات كرة القدم.إي يو (الإنجليزية)
- جونيور مارانا على موقع Soccerway.com (الإنجليزية)
- جونيور مارانا على موقع عالم كرة القدم.نت (الإنجليزية)